# 拉夫里夫 (盧茨克區)
50°37′5″N 25°13′2″E / 50.61806°N 25.21722°E
拉夫里夫（烏克蘭語：Лаврів）是位於烏克蘭西北部沃倫州盧茨克區的村莊，始建於1545年，面積80.06平方公里，海拔高度210米，2001年人口1,164，人口密度每平方公里14.54人。